# Limba norvegiană
Limba norvegiană (norsk respectiv norsk språk, AFI [nɔrsk] sau [nɔʃk]) este o limbă germanică de nord care aparține familiei limbilor indo-europene. Norvegiana este vorbită ca limbă maternă de aproximativ cinci milioane de oameni, a căror majoritate locuiește în Norvegia. Limba norvegiană este inteligibilă și pentru vorbitorii limbilor suedeză, daneză, islandeză și feroeză (i.e., celelalte limbi germanice de nord sau scandinave, fie continentale, fie insulare). Totodată, vorbitorii nativi de norvegiană înțeleg cel mai bine celelalte limbi germanice de nord (sau scandinave) fără a le învăța neapărat a priori, dat fiind faptul că țara lor a fost atât sub administrație daneză în trecut (i.e., Danemarca-Norvegia) cât și sub administrație suedeză (i.e., într-o uniune statală, Suedia-Norvegia, care a durat din 1814 până în 1905).
Limba norvegiană s-a dezvoltat din limba nordică veche la sfârșitul primului mileniu după Hristos. În timpul stăpânirii daneze, aceasta a devenit în principal o limbă a poporului, fiind înlocuită cu daneza de către nobilime și orășeni. Preocuparea pentru a crea o variantă scrisă a limbii norvegiene pornește din secolul al XIX-lea; ca urmare directă, limba norvegiană contemporană folosește patru variante scrise – bokmål, nynorsk, riksmål și høgnorsk. Primele două sunt folosite de către guvernul și administrația din Norvegia (celelalte două fiind neoficiale). De asemenea, la nivel oficial, documentele pot fi traduse de către municipalități din bokmål în nynorsk și vice-versa.
Toate variantele scrise ale limbii norvegiene folosesc același alfabet, anume acel latin îmbogățit cu semnele Æ, Ø și Å. Majoritatea cuvintelor provin din nordica veche, iar împrumuturile germane au intrat în limbajul livresc. Astfel, ca și în daneză și suedeză (spre deosebire de islandeză), numărul formelor flexionare este mult redus. Articolul hotărât este postpus. Topica este de regulă de tip SVO. Norvegiana și suedeza sunt de asemenea limbi tonice, ceea ce înseamnă că pronunțarea silabelor se servește de tonuri diferite, prin care se schimbă semnificația cuvântului.

## Istorie

### Evoluția limbii nordice vechi
Limbile Scandinaviei contemporane s-au dezvoltat din limba nordică veche. La rândul ei, aceasta a evoluat din limba protonordică. Conform tradiției, regele Harald Hårfagre (i.e., Harald păr frumos) a unificat toate regiunile Norvegiei în 872. În acea perioadă, alfabetul runic era folosit pentru a scrie limba nordică. Dovezile acumulate din mai multe părți ale Peninsulei Scandinave demonstrează faptul că limba vorbită pe teritoriul norvegian era foarte asemănătoare cu aceea vorbită în Suedia și Danemarca acelor timpuri. Limba norvegiană propriu-zisă a apărut la începutul secolului XII, când și alfabetul latin a început să se bucure de popularitate în regiune.

## Sistemul de scriere

### Alfabetul
Alfabetul limbii norvegiene constă în 29 de semne și este identic cu cel danez.
| A | B | C | D | E | F | G | H | I | J | K | L | M | N | O | P | Q | R | S | T | U | V | W | X | Y | Z | Æ | Ø | Å |
| a | b | c | d | e | f | g | h | i | j | k | l | m | n | o | p | q | r | s | t | u | v | w | x | y | z | æ | ø | å |

Literele c, q, w, x și z sunt folosite doar în împrumuturi. Æ, ø și å sunt considerate litere separate, întocmai ca â sau ș din română. De asemenea, câteva litere pot fi modificate folosind semne diacritice (accente ascuțite, grave și circumflexe): é, è, ê, ó, ò, â și ô. În varianta nynorsk, acestora se adaugă ì, ù și ỳ, ce pot apărea ocazional. Deși în cele mai multe situații marcarea lor nu este obligatorie, câteodată numai diacriticele servesc pentru a distinge semnificațiile diferite ale cuvintelor omonime (situația aduce cu cea a limbii italiene), de exemplu: for (prep. „pentru”), fór (p.s. „mersei”), fòr (s. „brazdă”), fôr (s. „furaj”). Împrumuturile pot să fie scrise și cu alte diacritice, mai ales cu ü, á  și à.

### Variante ale limbii scrise
Astăzi există patru variante ale limbii scrise, două dintre ele fiind folosite la nivelul oficial:
- bokmål („limbă cărturărească”) este cel mai des folosită dintre cele patru variante și una dintre cele două oficiale. În scris, ea este folosită de 85% din locuitori, indiferent de dialectul lor. De asemenea, bokmål-ul este cel mai adesea predat studenților străini care învață limba norvegiană.
- nynorsk („norvegiană nouă”) este folosită de către aproximativ 10% dintre locuitorii Norvegiei și aplicată la nivelul oficial împreuna cu bokmål. Contrar bokmål-ului, nynorsk-ul nu este bazat pe limba daneză, ci pe dialectele vorbite în Norvegia în timpul secolului XIX. Înainte de 1938, ea era numită landsmål („limbă națională”).
- riksmål („limbă statală”) reprezintă o denumire perimată a bokmål-ului. Astăzi, ea reprezintă o variantă neoficială a limbii norvegiene, bazată pe regulile bokmål-ului valabile mai devreme de 1938. Deși în perioada 1938-1959 diferența dintre cele două variante a fost una însemnată, reformele din 1959, 1981 și 2005 au diminuat numărul deosebirilor.
- høgnorsk („norvegiană înaltă”), uneori denumită landsmål, este o variantă foarte conservatoare a limbii, bazată pe nynorsk. Există și în limba islandeză o situație similară, cea a variantei numite háíslenska sau háfrónska.

## Vocale
| Vocale    | IPA        | Exemple   |
| --------- | ---------- | --------- |
| a         | /ɑ/        | hamp      |
| ai        | /ɑɪ̯/       |           |
| au        | /æʉ/       |           |
| e (scurt) | /ɛ/, /æ/   | frekk     |
| e (lung)  | /e/, /æ/   | september |
| e (slab)  | /ə/        | døpe      |
| ei        | /æɪ/, /ɛɪ/ | hei       |
| i (scurt) | /ɪ/        | sikt      |
| i (lung)  | /i/        | avvik     |
| o         | /u, o, ɔ/  | hvor      |
| oi        | /ɔʏ/       | koie      |
| u         | /ʉ/, /u/   | frukt     |
| y (scurt) | /ʏ/        | frykt     |
| y (lung)  | /y/        | fyd       |
| æ         | /æ/, /ɛ/   | lærd      |
| ø         | /ø/        |           |
| øy        | /øʏ/       | høy       |
| å         | /ɔ/        | grått     |